# Quercus mongolica
O carvalho-da-mongólia (nome científico: Quercus mongolica) é uma espécie de carvalho pertencente à família Fagaceae. Se encontra distribuída no Japão, China, Coreia, Mongólia e Sibéria. Esta espécie pode crescer até 30 metros de altura.

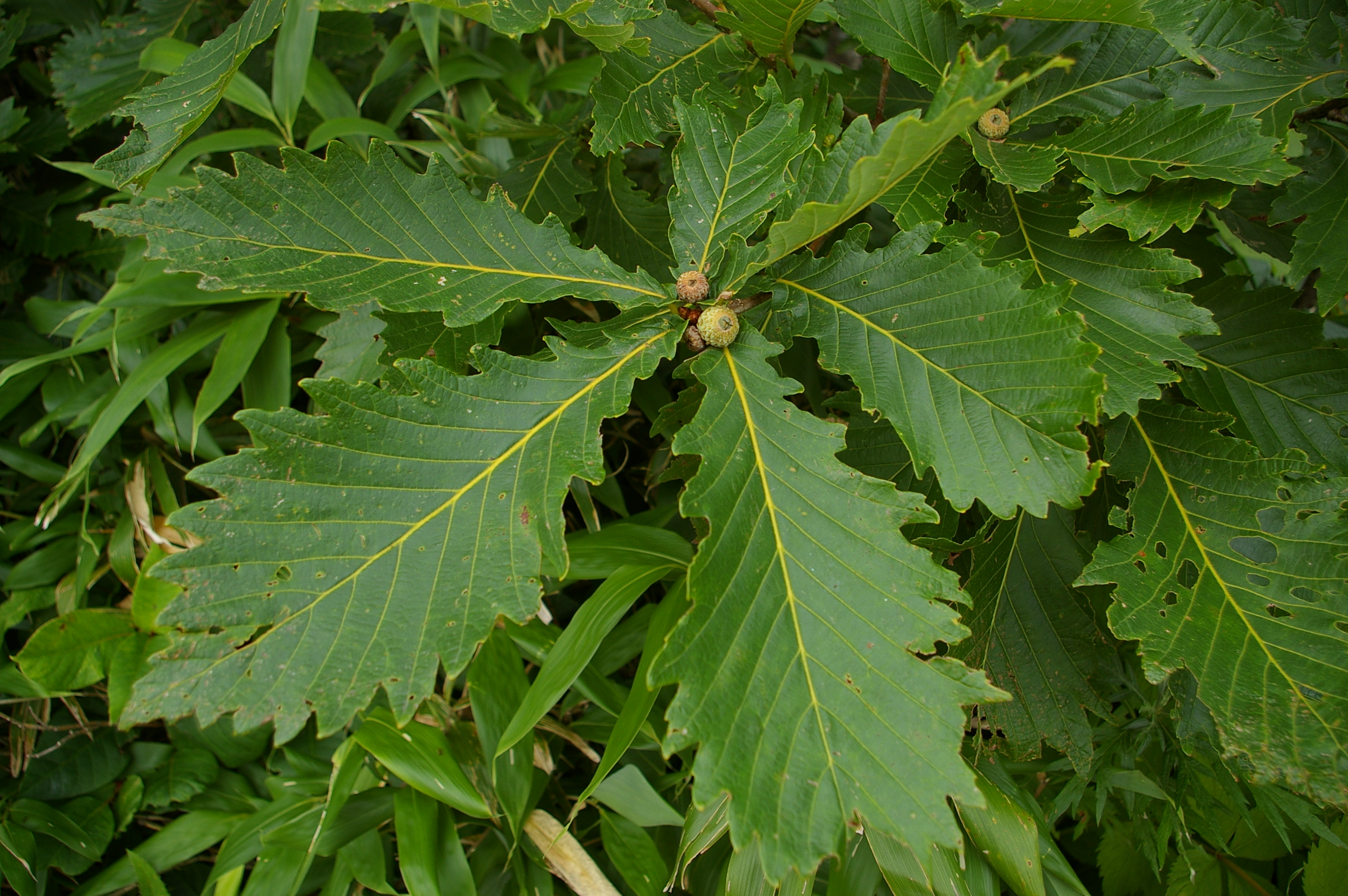
Folhagens e bolotas imaturas

Os flavonol-elagitaninos mongolicina A e B podem ser encontrados em Quercus mongolica var. grosseserrata.